# علم الغابات الشبيهة بالطبيعية

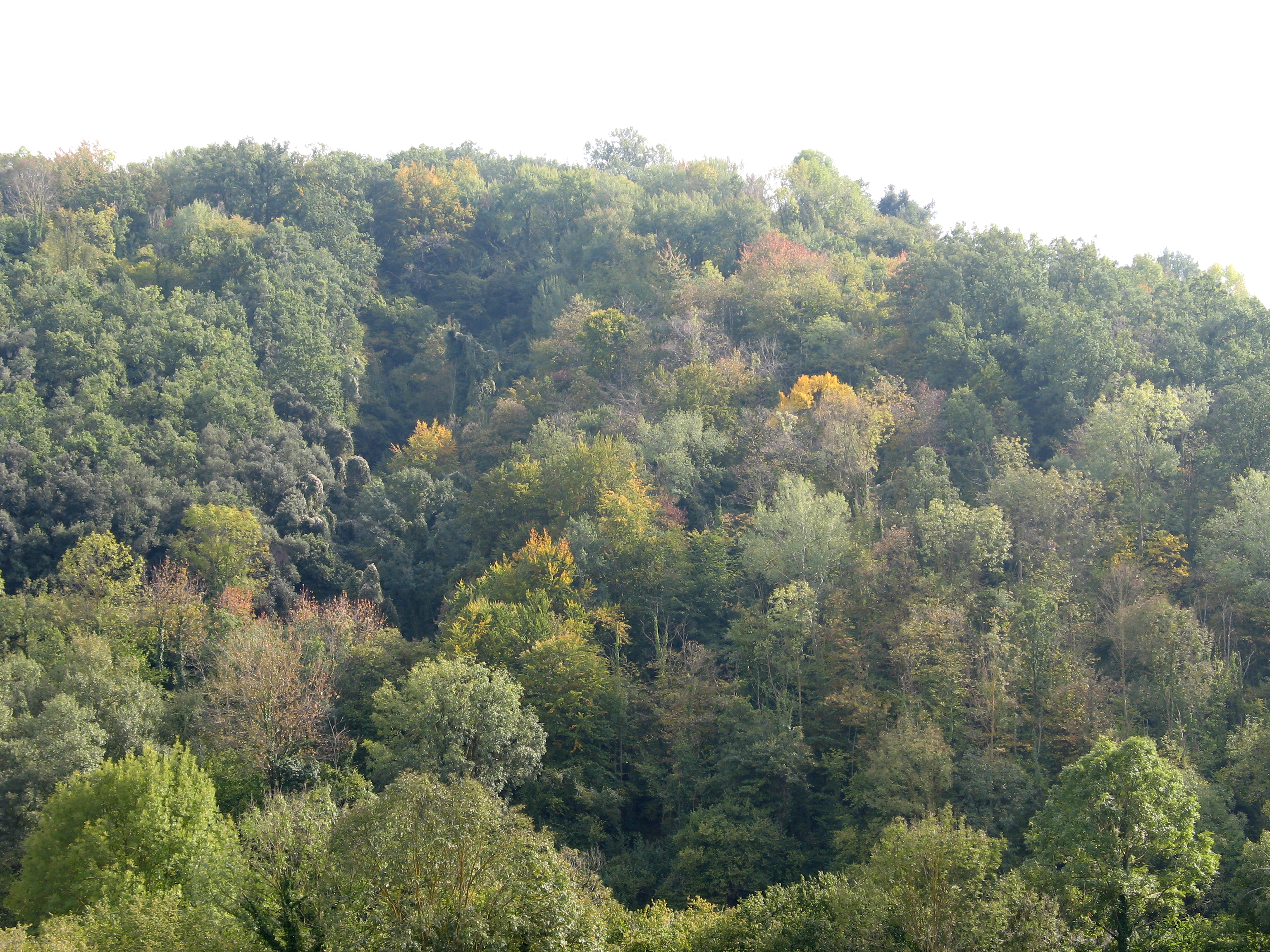
غابة مختلطة ونَفْضية في كتالونيا

علم الغابات الشبيهة بالطبيعية هو نهج إداري يتعامل مع الغابة على أنها نظام بيئي يؤدي وظائف متعددة. حاول علم الغابات الشبيهة بالطبيعية تحقيق أهداف الإدارة بالحد الأدنى من التدخل البشري الضروري الذي يهدف إلى تسريع العمليات التي ستقوم بها الطبيعة بنفسها بشكل أبطأ. يعمل على المجتمعات الطبيعية للأشجار، والعمليات الجارية والبنى الموجودة باستخدام النهج المعرفي، كما هو الحال في الغابات متفاوتة العمر. تتعامل هذه النظرية وممارساتها مع الغابة على أنها نظام بيئي ذاتي التنظيم وتديرها على هذا النحو.
يهدف لتضييق الهوة بين نظم إدارة الغابات البيئية والحراجية. ويخلُص كنتيجة مهمة، إلى أنه إذا طُبقَ بشكل صحيح سيجعل تقسيم الأراضي الحراجية إلى «منتجة» و«محمية» أو منتزهات وطنية أمرًا غير ضروري.

## التاريخ

### أوروبا
أسِّست مجموعة علم الغابات الشبيهة بالطبيعية في ألمانيا في عام 1950. زادت هذه الرابطة في السنوات الأخيرة من عضويتها بشكل كبير. الأهداف الرئيسية هي زيادة الوعي البيئي، والطلب المتنامي على منتجات الغابة أو خدماتها الأخرى غير الخشب، والأضرار التي عانتها مدرجات الغابة العادية، والخوف من موت الغابة. يستخدم عادة مصطلح آخر للتعبير عن نهج علم الغابات الشبيهة بالطبيعية في إدارة الغابات، وخاصة في بريطانيا وأيرلندا، هو علم غابات التغطية المستمرة.
بسبب قانون الغابات لعام 1948، أدارت سلوفينيا العديد من الغابات وفق مبادئ علم الغابات الشبيهة بالطبيعية. في عام 1989، روجت مجموعة عمل علم الغابات الشبيهة بالطبيعية لعقد مؤتمر في ربانوف كوت في سلوفينيا، في جبال الألب الجوليانية، وأسست منظمة «برو سيلفا» (بالإنجليزية: Pro Silva)، بتمثيل من 10 بلدان. في الوقت الحاضر، يوجد مقر المنظمة الرئيسي في منطقة الألزاس الفرنسية.

### أمريكا الشمالية
في الولايات المتحدة، نشر البروفيسور توماس جيه. ماك إيفوي كتاب (علم الحراج ذو الأثر الإيجابي)، الذي ينصح بممارسات حراجية شبيهة بنظيرتها لدى حركة علم الغابات الشبيهة بالطبيعية. يعتقد أن نشوء هذا النوع من علم الحراج يعود إلى أوروبا ولا سيما في ألمانيا، ويخص بالذكر هينريك كوتا، ومقدمته المشهورة «مقدمة كوتا»، التي تسلط الضوء على أهمية دراسة وفهم الطبيعة بالنسبة للحراجيين. ويشير إلى أن أحد المساهمين اللاحقين في تأسيس هذا العلم وهو الحراجي الأمريكي ألدو ليوبولد.
يتكون معهد علم الحراج البيئي من منظمات تعليمية وغير ربحية وغير حكومية تعمل في الولايات المتحدة وكندا. يقترحون علم حراج يستند إلى المبادء البيئية، بشكل يشبه إلى حد بعيد ما تقترحه منظمة «برو سيلفا».

## إدارة الغابات\إدارة النظم البيئية
يهدف نهج علم الغابات الشبيهة بالطبيعية إلى تسوية التناقضات أو التضاد بين الرؤى الحراجية والبيئية حول واقع واحد للغابة، معتبرًا الغابة كنظام بيئي منتج للخشب. لا يكون الحل المطلوب بفصل المنطقة إلى مساحات تكون إما مخصصة للحراج أو مخصصة للبيئة، بل عبر دمج جميع الوظائف.

## الهدف
يتعين على الإدارة الحصول على أنظمة غابات سليمة ومستقرة منتجة للخشب بأدنى حد من التدخل البشري. المنتجات التي يُستحصل عليها غير الخشب هي مواطن الحيوانات، والتنوع الحيوي، والترفيه، والجماليات، وإدارة المياه. يهدف النشاط البشري إلى تسريع العمليات الطبيعية، وليس استبدالها.

## النماذج الحراجية

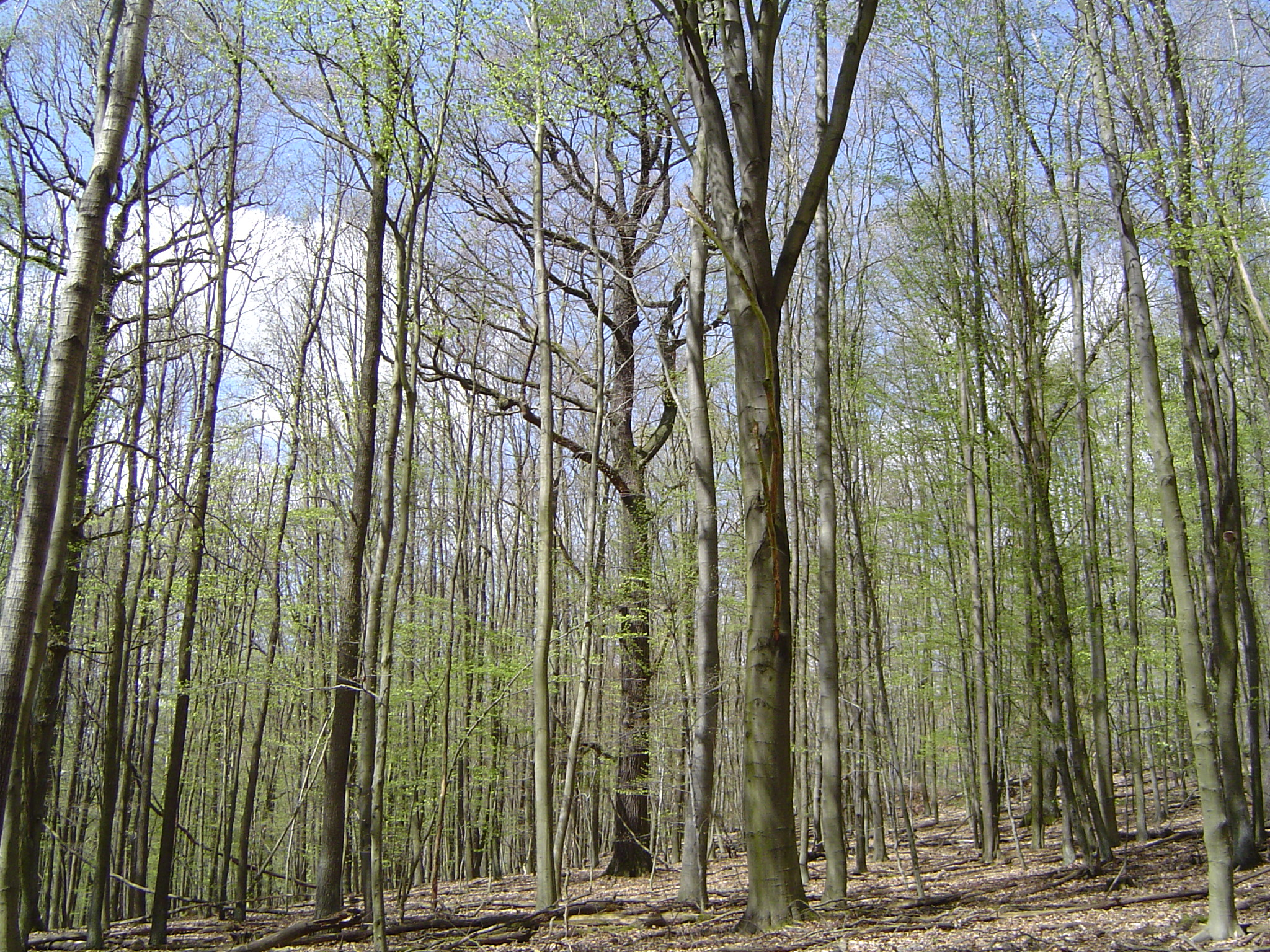
فابة ذات بنية غير منتظمة وتركيب مختلط في شمال شرقي ألمانيا.

تنصح منظمة «برو سيلفا» باستخدام نظام الغابات متفاوتة الأعمار، التي تكون أعمار، وكنتيجة لذلك، حجوم الأشجار في الغابة مختلفة. لديها ميزة توفير بنية مستقرة فيما يتعلق بالكوارث الطبيعية والأوبئة، وملائمة جدًا كمواطن للحيوانات وتعزيز التنوع الحيوي. توفر حماية أفضل للتربة، نظرًا لوجود غطاء شجري دائم.
يرى ماك إيفوي أنه رغم كونه النظام الأكثر قربًا من نظام الطبيعة، فإنه صعب التطبيق، ويقترح استخدام نموذج الغابات العالية المنتظمة، إذ تكون جميع الأشجار من نفس العمر والحجم، ولكنه يوصي باستخدام نظام إعادة تجديد بغطاء نباتي كثيف، لتجنب انجراف التربة، ومنع الدخول المفرط للضوء، الأمر الذي سيشجع نمو نباتات طبقة سفلى قوية.
يوصي معهد علم الحراج البيئي، على غرار منظمة «برو سيلفا» بغابات متعددة الأعمار والأنواع.

## الممارسات الموصى بها
يُنصح بوتيرة تخفيف تقارب عشر سنوات، وبكثافة منخفضة من أجل الحد من الدخول الزائد للضوء، الأمر الذي يمكن أن يشجع نمو الكثير من نباتات الطبقة السفلى، أو نمو الأفرع الجانبية. يجب أن يكون موجهًا لصالح الأشجار التي تُظهر آفاقًا جيدة للمستقبل. يجب إجراء العمليات بطريقة تحد من انضغاط التربة أو تلف الأشجار التي ستظل قائمة.

## الأنواع المحلية\المُدخلة
عندما يزرع الحراجيون الأشجار، فإنهم قد يستخدمون إما محلية (واطنة) أو مُدخلة (مستقدمة). عندما يقرر الحراجيون استخدام نوع ليس محليًا، فإنهم يفعلون ذلك لاعتقادهم بوجود مزايا حراجية مرتبطة بهذا الاختيار، سواء كانت نوعية الخشب، أو سهولة الإدارة، أو التكيف مع الظروف المناخية، أو سرعة النمو، إلى ما هنالك. قد يكون هنالك معلومات متوفرة حول سلوك هذا النوع في الموطن الأصلي، أو أن الحراجي مستعد لإجراء تجربة.
من وجهة النظر البيئية، تُعتبر الأنواع المُدخلة بمثابة تهديد، فيمكن أن تصبح الأنواع المُدخلة أنواعًا غازية. تزيح الأنواع الغازية الأنواع المحلية وتأخذ مكانها، وهذا ما يؤدي إلى إنقاص التنوع الحيوي، وهي ظرف متوقع الحدوث في حال زُرعت مساحات كبيرة بالأنواع المُدخلة.
ماك إيفوي شديد الوضوح والصراحة حيال ذلك، ويرى أنه لا يمكن استخدام الأنواع المُدخلة إطلاقًا عند العمل بالنظام الحراجي الشبيه بالطبيعة. تطرح «برو سيلفا» بعض الآراء المختلفة، بناءً على الأنواع والظروف، وترى أنه يجب الحفاظ على النظم البيئية الطبيعية، ولكن قد يكون إغناؤها ببعض الأنواع المُدخلة إيجابيًا، ويعتمد ذلك على الظروف.
توصيات منظمة «برو سيلفا»:
- النظم النباتية الطبيعية في أي منطقة هي أصلٌ يجب الحفاظ عليه، وتشكل قاعدة أساسية في التخطيط الحراجي.
- يمكن للأنواع المُدخلة، تبعًا للظروف، أن تكمل الأنواع الطبيعية، وتضيف عائدات اقتصادية.
- تسمى الأنواع المُدخلة إلى الغابة في منطقة ما أنواعًا غريبة.
- يجب ألا يسمح بإدخال نوع غريب إلا بعد إجراء تجارب من وجهة نظر كمية ونوعية.

## إدارة الحيوانات العاشبة
تتغذى الحيوانات العاشبة، سواء كانت مستأنَسة أم برية، على شتول الأشجار والأشجار الصغيرة. في الغابات العالية المنتظمة، يختار الحراجي فترات إعادة التجديد، لذلك من الممكن السيطرة إلى حد ما على نشاطات الحيوانات العاشبة، وبشكل خاص المستأنَسة منها، عن طريق تجنب الرعي خلال فترات إعادة التجديد. الغابات متفاوتة الأعمار تتجدد باستمرار، لذلك يصعب جعل ذلك متوافقًا مع الرعي، وهي لا تسمح بدخول قطعان كبيرة من الحيوانات العاشبة البرية. الضغط الذي تفرضه الحيوانات العاشبة، الأيائل بشكل خاص، في بعض الغابات الأوروبية، وصل إلى حد يهدد فيه تطبيق أساليب تربية الغابات الشبيهة بالطبيعية.

## الجوانب الاقتصادية
تراجعت الربحية الاقتصادية للغابات تدريجيًا في البلدان المتقدمةـ ابتداءً من نهاية القرن العشرين. كان ذلك نتيجة انخفاض أسعار خشب النشر وارتفاع تكاليف التشغيل. نظرًا لأنه يتطلب تدخلًا بشريًا أقل، فإن تكاليف العمل في نظام الغابات الشبيهة بالطبيعية أقل من نظيراتها. كما يشجع تطور الغابات لتصبح بنًى ذات قيمة بيئية وجمالية مرتفعة، وهذا مطلب مجتمعي، ويجري النظر في أسلوب الدفع مقابل الخدمات البيئية.